# باشگاه فوتبال ایست‌بورن یونایتد اسویسیشن
باشگاه فوتبال ایست‌بورن یونایتد اسویسیشن (به انگلیسی: Eastbourne United Association Football Club) یک باشگاه فوتبال در شهر ایست‌بورن، کشور انگلستان است که در سال ۱۸۹۶ میلادی تأسیس شده‌است.